# Per Egil Ahlsen
Per Egil Ahlsen (* 4. März 1958 in Fredrikstad) ist ein ehemaliger norwegischer Fußballspieler, der unter anderem bei Fortuna Düsseldorf gespielt hat.

## Karriere
Per Egil Ahlsen begann seine Profikarriere bei seinem Heimatverein Fredrikstad FK, wo er von 1976 bis 1986, also insgesamt zehn Jahre lang tätig war. 1984 entschied er das Finale des Norwegian Football Cup’s mit einem Freistosstor aus 30 Metern und sorgte damit zum Titelgewinn. 1987 kam dann der Wechsel zum Ligakonkurrenten Brann Bergen. 1990 wurde er für ein Jahr an den damaligen Bundesligisten Fortuna Düsseldorf ausgeliehen. Dort absolvierte er aber nur elf Spiele. Danach spielte er noch ein weiteres Jahr für Brann Bergen, wo er mittlerweile eine Kultfigur war. 1993 wechselte er wieder zu seinem Heimatverein Fredrikstad FK, wo er ein Jahr später seine aktive Karriere beendete.

## Nationalmannschaft
Ahlsen gab sein Länderspieldebüt im Jahre 1983. Er war auch im norwegischen Olympiateam bei den Olympischen Spielen 1984 in Los Angeles. Insgesamt bestritt er 54 Länderspiele und erzielte drei Tore.